# Ілюстрований життєпис відомих художників (серія книг)
Ілюстрований життєпис відомих художників — творчий проект «Видавництва Старого Лева». Це серія книг про відомих митців — Енді Воргола, Сальвадора Далі та Вінсента ван Гога.

## Книги серії
У 2016 році вийшло перше ілюстроване видання під назвою «Це Воргол». За рік було надруковано книгу «Це Далі». У 2018 році відбулася презентація книги «Це Ван Гог».
У виданнях у хронологічному порядку подано інформацію про життя художників, а також про основні етапи творчості. Однак, біографія, в якій ілюстрації більш важливі, ніж текст — головна особливість книг цієї мистецької серії. Завдяки співпраці перекладачів та ілюстраторів, читачі мають змогу ознайомитись із художнім світом відомих митців, подивитись їхні знамениті картини.
Формат книг нагадує комікси, засновані на реальних подіях з життя художників.
На задній частині обладинки кожної книги розміщено цитату, яка належить головному герою видання.
Ілюстратори додали ще одну важливу деталь: обкладинка кожного видання надрукована в певному кольорі, який уособлює творчий стиль художників. «Це Воргол» — яскраво-рожевий колір, «Це Далі» — фіолетовий колір, «Це Ван Гог» — жовтий колір.

### «Це Воргол»
Перша книга, яка вийшла у світ, завдяки зусиллям редакції «Видавництва Старого Лева» в 2016 році. З англійської мови на українську твір письменниці Кетрін Інґрем переклав Ростислав Паранько. Ілюстрований життєпис, який здійснив Ендрю Рей, неймовірні факти і знамениті картини ознайомлять читачів з життям та творчістю відомого американського художника Енді Воргола. Цей митець україно-лемківського походження став культовою персоною в історії сучасного мистецтва. Протягом усього життя він створював безліч історій навколо своєї персони та став основоположником нового напряму в образотворчому мистецтві — поп-арту, довівши, що мистецтво може бути прибутковим. У творчому доробку митця понад 10 тисяч робіт — це фотографії, картини, ілюстрації, скульптури, інсталяції, кінофільми, книги. Видання настільки неординарне, наскільки й сам Енді Воргол. Постать Енді Воргола стала брендом. Він мав свій неповторний стиль, який проявлявся як у творчості, так і в зовнішньому вигляді. Крім того, він був відомим любителем нічного життя. Енді Воргол проводив час із найпопулярнішими зірками Голлівуду. Серед його оточення були Мік Джаггер, Лайза Міннеллі, Трумен Капоте, Даяна Росс, Келвін Кляйн та інші. Цей період в житті художника Кетрін Інґрем описала в розділі «Вечірки, вечірки, вечірки — цілу зиму, цілу весну, цілу ніч». Крім картин, у книзі подано чимало фотокарток як зроблених Енді Ворголом, так і тих, на яких митець постає таким, яким він був, є і залишиться назавжди.
«Хочете знати все про Енді Воргола — просто гляньте на поверхню моїх робіт, моїх фільмів, мене самого: це і є я. За цим більше нічого не стоїть». 

### «Це Далі»
За рік після виходу книги про Енді Воргола, відбулася презентація ще однієї роботи Кетрін Інґрем про одного з найвидатніших сюрреалістів ХХ століття — Сальвадора Далі. У книзі авторка намагається дати відповідь на таке питання — що стояло за цією великою особистістю? «…на сторінках цієї книги, фрагментарної і цілісної водночас, Далі постає таким, як був: вередуном, що зростав у тіні померлого брата, ексцентричним блазнем, зануреним у власний світ, владним генієм-новатором, який ні на кого не зважав, старим диваком, що збирав довкола себе почет…».
Авторка починає від дитячих років, описує творчі пошуки митця, досліджує становлення феномену «Сальвадора Далі». «Це Далі», як і попередня книга із серії, нагадує формат коміксів. На сторінках видання подано чимало художніх робіт митця. Це як усім відомі картини — «Постійність пам'яті», «Невільницький ринок з появою невидимого бюста Вольтера», «Мед солодший за кров», так і його початкові роботи в стилі імпресіонізму — «Вид Кадакеса з тінню гори Панні», «Жіноча фігура біля вікна». Він був не тільки талановитим художником, а й скульптором і винахідником. Далі завжди прагнув розважати публіку, тож його сюрреалістичні витвори грайливі і провокативні. Читачі мають змогу на сторінках книги побачити витвори сюрреалістичної уяви митця — телефон-омар, антропоморфну шафу і чимало інших. Багато уваги авторка приділяє висвітленню проблеми стосунків митця з його музою Галою Елюар (ім'я при народженні — Олена Делувіна-Дьяконова). Кетрін Інґрем порівнює їх із королівською сім'єю — «Король-дитя зустрічає свою королеву». У книзі навіть подано схему резиденції, в якій художник проживав разом із Галою. З самого дитинства Сальвадор Далі був оточений підвищеною увагою і турботою. Протягом усього життя, особливо під впливом шаленої популярності, фінансових здобутків мегаломанія Сальвадора Далі прогресувала. Одного разу він сказав: «Щоранку, прокинувшись, я відчуваю найвищу насолоду від того, що Сальвадор Далі — це я, і приголомшено питаю себе, яку ж дивовижу вчинить цей Сальвадор сьогодні».
Закінчує книгу блок, що має назву «сюрреалістичний фінал», в якому йдеться про останні роки з життя іспанського митця.

### «Це Ван Гог»
Третя книга присвячена нідерландському художнику, представнику постімпресіонізму — Вінсенту Ван Гогу. За своє коротке та водночас трагічне життя він став одним із найвидатніших та найвпізнаваніших митців ХІХ століття. Автором книги є Джордж Роддам, на відміну від двох попередніх видань про Енді Воргола та Сальвадора Далі, авторкою яких була Кетрін Інґрем. Переклад з англійської мови на українську здійснила Тетяна Савчинська. Варто відзначити, що оформлення книги дещо відрізняється від двох попередніх видань. Це пов'язано з тим, що ілюстрації до книги «Це Ван Гог» створила польська художниця Слава Гарасимович. (Ілюстраціями до попередніх двох видань займався Ендрю Рей).
У книзі висвітлено історію митця — дитинство, напружені сімейні стосунки, приречене кохання, пошуки свого «Я» в мистецтві, миті піднесення, періоди кризи і, зрештою, трагічне завершення життя. Як відомо, молодший брат Ван Гога Тео надавав йому як фінансову, так і моральну підтримку. Вінсент повністю довіряв своєму молодшому брату, тому ділився з ним найпотаємнішим. У книзі подано фрагменти листування, в яких він писав про все, що його турбувало. Психічні розлади Ван Гога прогресували з кожним днем. 23 грудня 1888 року криза, в якій він перебував увесь цей час, досягнула свого апогею. Після сварки з відомим французьким художником Полем Гогеном, який на той час гостював у Вінсента, у Ван Гога стався нервовий зрив, він відрізав собі частину вуха, унаслідок чого ледве не помер від втрати крові. Після цього випадку, він потрапив до психіатричної лікарні в Сен-Ремі-де-Прованс. Саме під час перебування в лікарні Ван Гог створив твір, який вважають шедевром світового образотворчого мистецтва — це «Зоряна ніч».
Крім того, читачі мають змогу ознайомитися і з іншими відомими картинами Вінсента Ван Гога — «Їдці картоплі», «Соняшники», «Нічне кафе» та інші. Ван Гог втілював у живописі своє емоційне сприйняття світу: чи то захоплення красою природи, чи відгук на людське горе. Особливої уваги серед його творчого доробку заслуговують автопортрети — зокрема «Автопортрет з відрізаним вухом та люлькою», на якому зображено свідчення того, як він виглядав після нервового зриву.
«Хоч я й часто переживаю глибокі страждання, у мені завжди живуть спокій, чиста гармонія і музика».